# Podolepis
Podolepis là một chi thực vật có hoa trong họ Cúc (Asteraceae).

## Loài
Chi Podolepis gồm các loài: